# Historia Sochaczewa

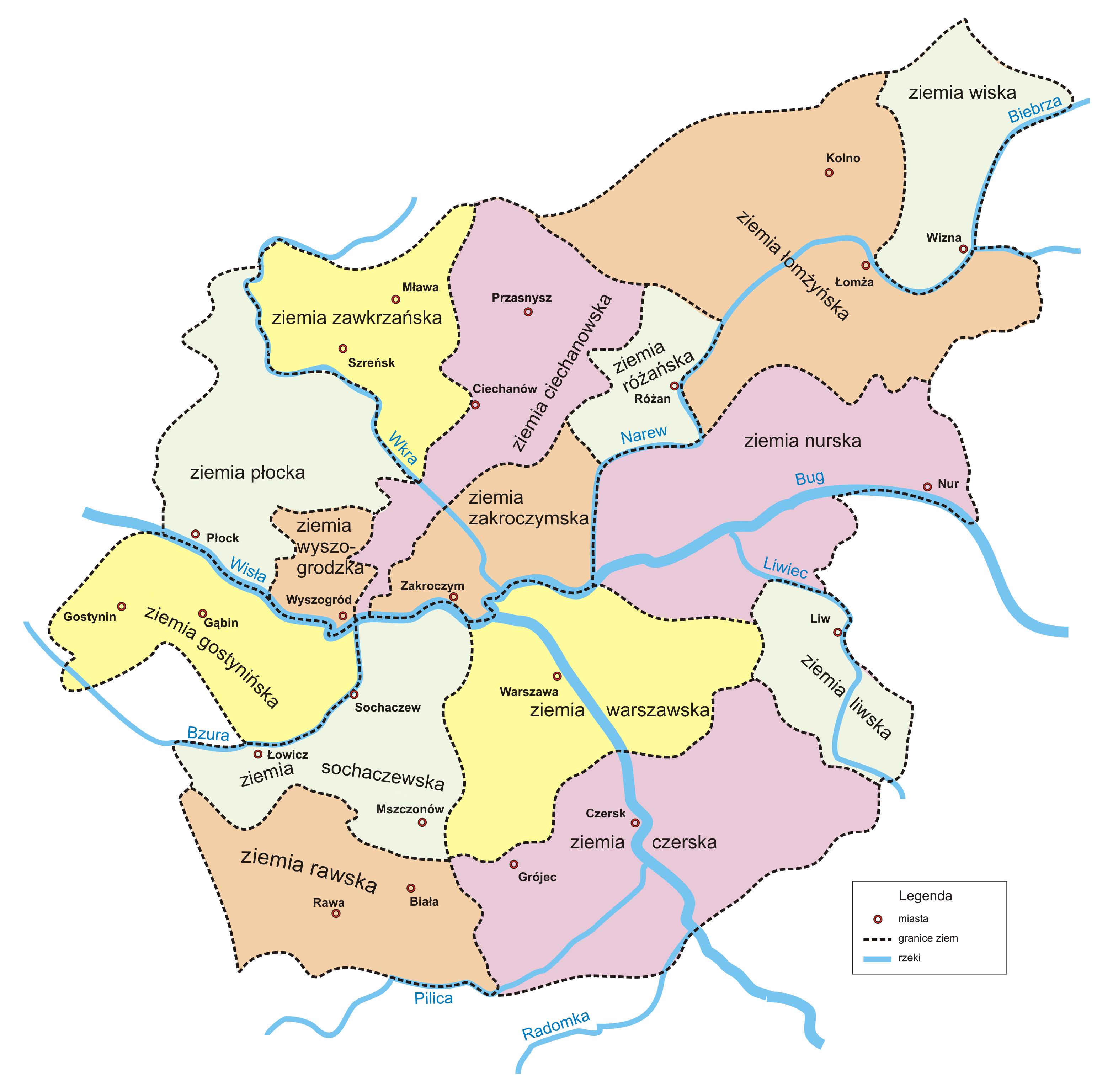
Mazowsze i ziemia sochaczewska

## Średniowieczny Sochaczew do 1476 roku

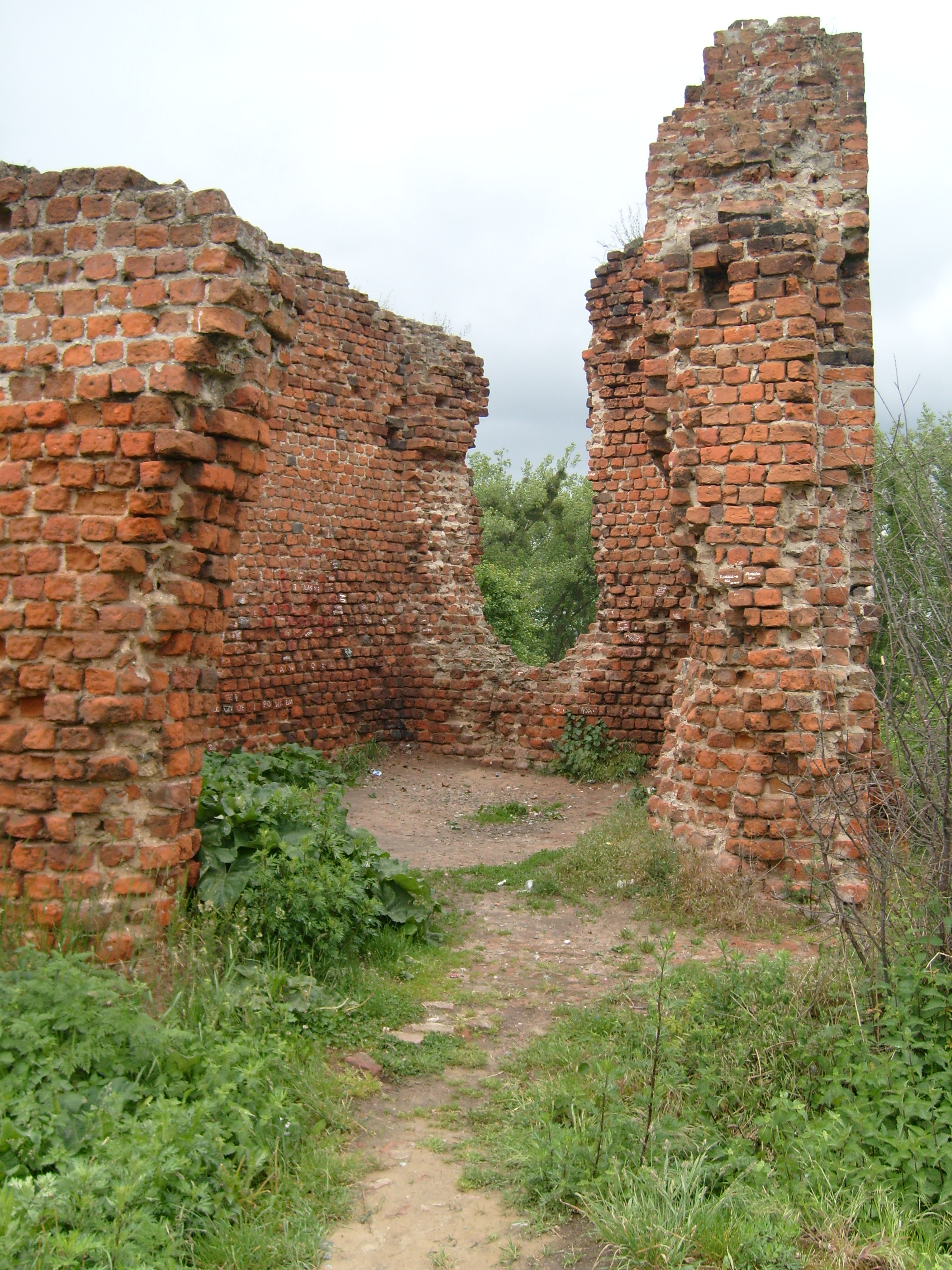
Sochaczew – ruiny zamku

Pierwsze wzmianki o Sochaczewie pochodzą z 1138 roku. Wtedy to w klasztorze benedyktynów Świętej Trójcy miał umrzeć książę Bolesław Krzywousty.
Następna wzmianka wskazuje w 1221 roku na kasztelana Falantę – Sochaczew był zatem już wtedy stolicą kasztelanii, ówczesnego ośrodka administracji. Jego siedzibą był gród drewniano-ziemny. W tym czasie na terenie Sochaczewa istniała osada targowa powstała na skrzyżowaniu ważnych dróg wiodących z południa na północ (Kalisz – Łowicz – Sochaczew – Czerwińsk – Ciechanów – Prusy) i ze wschodu na zachód (Litwa – Liw – Warszawa – Błonie – Sochaczew – Łowicz – Łęczyca – Gniezno – Poznań i dalej na zachód). Należy domniemywać, że Sochaczew i okolice stosunkowo dobrze wtedy się rozwijały. Świadczą o tym dwie duże inwestycje podjęte w I połowie XIII wieku: budowa kościoła farnego św. Wawrzyńca na Poświętnem i kościoła oo. Dominikanów św. Mikołaja. Obie budowle zostały konsekrowane przez biskupa płockiego w 1257 roku.
W 1286 roku miał miejsce najazd litewski na Sochaczew.
Po ponad półwiecznej nieobecności osadnictwa na obecnej Górze Zamkowej zdecydowano się na budowę murowanego zamku w połowie XIV wieku.
Rangę Sochaczewa podkreślił książę Siemowit III, który zorganizował tutaj zjazd książąt mazowieckich i innych ważnych osobistości Mazowsza, by uchwalić statut praw dla Księstwa Mazowieckiego.
Choć data uzyskania praw miejskich jest nieznana, to według różnych źródeł stało się to przed 1368 rokiem, kiedy to Sochaczew był już wymieniony jako miasto („civitas”).
Następuje wcielenie miasta i ziemi do Korony w 1476 roku.

## Lata 1476–1793 – Sochaczew w Koronie

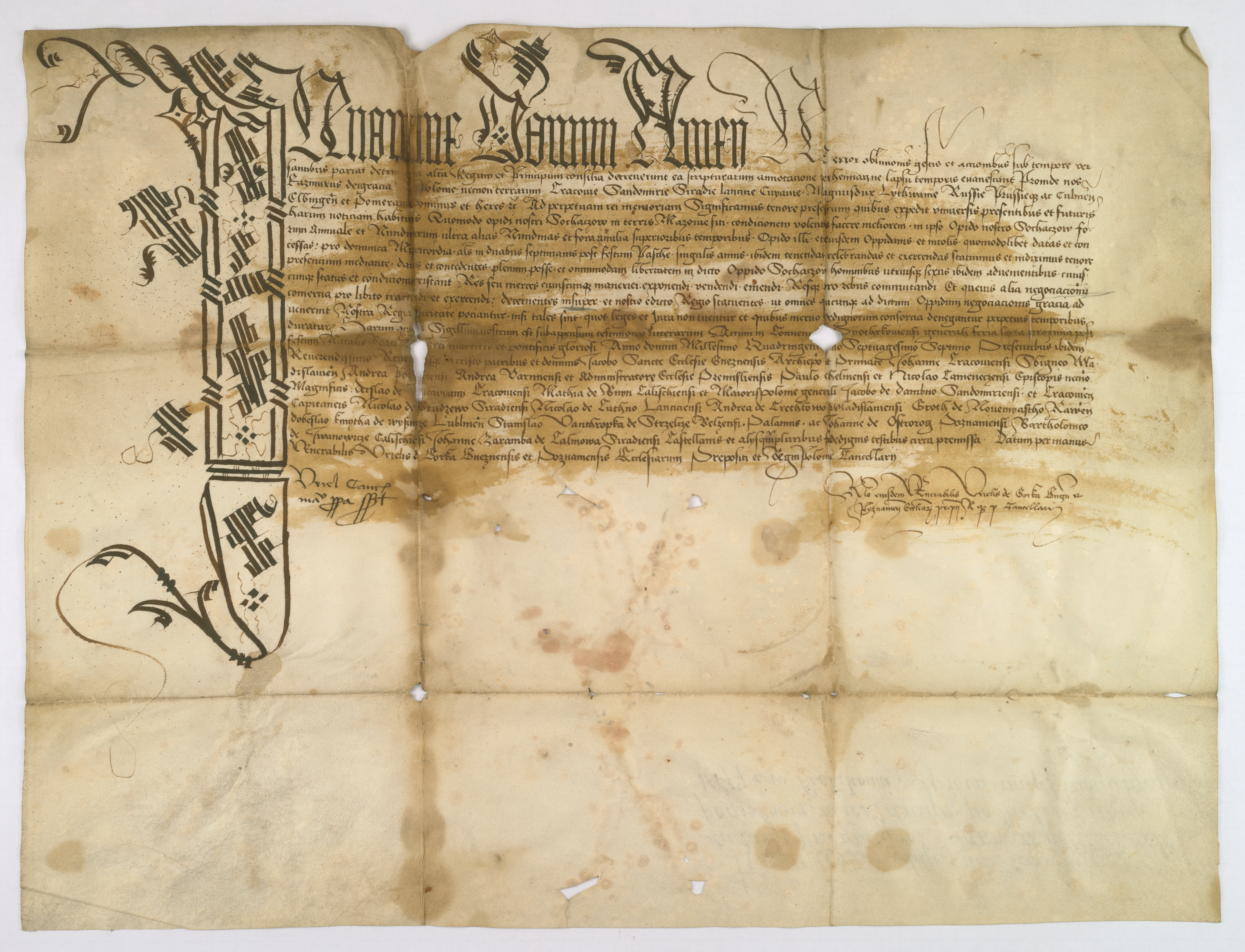
Kazimierz Jagiellończyk, król polski, nadaje miastu Sochaczew doroczny jarmark (1477 r.)

4 lutego 1476 Sochaczew został wcielony do Korony przez króla Kazimierza Jagiellończyka. Kupcy otrzymali wówczas przywilej handlu suknem w Lublinie i na Rusi a miasto prawo organizowania dorocznego jarmarku w drugą niedzielę po Wielkiejnocy. Ówcześnie miasto miało stosunkowo dużo wyspecjalizowanych rzemieślników – odnotowano obecność 22 bractw cechowych, m.in. byli to: rzeźnicy, sukiennicy, ślusarze, kowale, miecznicy, munsztukarze, rusznikarze i łucznicy.
W XVI wieku w Sochaczewie organizowano już więcej, bo cztery jarmarki na które przybywali kupcy z Warszawy, Gostynina, Błonia, Łowicza, i Bolimowa.
W 1476 roku działał na Bzurze królewski młyn posiadający 6 kół wodnych. Dwa lata później zakończono budowę kościoła parafialnego św. Wawrzyńca i Marii Magdaleny na Poświętnem, a w 1487 roku drewnianego budynku szpitala i kościoła św. Ducha założonego w 1457 roku (okolice obecnej ul. Warszawskiej i 1 Maja).
Pomimo pomyślnego rozwoju miasta w XV i XVI wieku następowały mniej lub bardziej uciążliwe kataklizmy w postaci pożarów bądź epidemii. Jednym z pierwszych odnotowanych był ten w 1461 roku kiedy to spłonęła większość miasta. Później kolejno w 1506, 1539, 1590 (całe miasto), 1618 (połowa miasta) oraz w 1644 roku.
Z 1507 roku pochodzi pierwsze świadectwo istnienia osiedla żydowskiego w Sochaczewie.
W rejestrze poborowym z 1563 roku wymieniono 17 kupców i kramarzy, 211 rzemieślników 13 specjalności (60 piekarzy, 39 szewców, 20 kuśnierzy, 18 krawców, 24 sukienników).
Przez drewniany most na Bzurze na trasie do Wyszogrodu i Płocka w 1564 roku przejechało 1900 koni kupieckich.
W 1570 roku w Sochaczewie były trzy murowane budynki – 2 kościoły i jedna kamienica. Łącznie w mieście były 394 domy w tym 336 mieszczańskich, 58 kościelnych, szlacheckich, starościńskich i żydowskich. Szacuje się, że Sochaczew miał wtedy ok. 3000 mieszkańców i był otoczony drewnianym parkanem.
Koniec „Złotego Wieku” miasta zapowiada wielki pożar który w lipcu 1590 roku strawił 129 z 329 domów. Lustracja z 1599 roku wymienia 329 domów zamieszkanych, 7 pustych, 40 komorników, 32 klasztornych. W 1602 roku wymienia się już 200 domów mieszkalnych w tym 20 żydowskich; Żydzi posiadali również szpital i bożnicę. Zamek starościński z armatami miał zewnętrzne mury ceglane, a w środku był drewniany – już wtedy był w złym stanie. W 1630 roku w trakcie przebudowy drewniane elementy zastąpiono ceglanymi.
Przed 1609 roku zbudowano drewniany klasztor dominikanek; w 10 lat później, w 1618 roku wielki pożar miasta strawił połowę miasta w tym farę, kościół i klasztor dominikanów.
W 1630 roku w Sochaczewie było 110 domów – 18% mieszkańców było Żydami.
Następne dziesięciolecia przyniosły miastu dalszy upadek: w 1644 roku wybuchł kolejny pożar – spłonęły kościoły: farny, dominikanów i św. Ducha. Klasztor dominikanów zastąpiono drewnianym (murowany na skarpie Bzury był podmywany przez rzekę).
Istotnym czynnikiem, który się przyczynił do ostatecznego upadku miasta, były liczne wojny prowadzone na terenie Polski – był to między innymi potop szwedzki. 5 września 1655 roku Sochaczew zajęli Szwedzi, którzy następnie podążyli stąd do Warszawy. Zarówno Szwedzi, jak i wojska Rakoczego nie oszczędzili Sochaczewa – w 1661 roku było tu 13 zamieszkanych domów. Istniejący tu od wieków sześciokołowy młyn został zniszczony – odbudowano go tylko z jednym kołem wodnym.
Druga połowa XVII wieku, jak i początek XVIII nie były zbyt szczęśliwym okresem dla terenu całej Rzeczypospolitej. Epidemie chorób i III wojna północna, w której Polska de facto nie brała udziału, ostatecznie wykrwawiły i tak już mocno nadwerężoną gospodarkę kraju.
Gdy pojawiły się pierwsze, delikatne oznaki ożywienia na ziemiach polskich, w Sochaczewie zaakcentowano ten fakt poprzez fundację budowli kościelnych. W 1748–1755 – wymurowano klasztor i kościół dominikanek, natomiast ok. 1760–1784 roku kościół dominikanów został przebudowany w stylu barokowym i postawiono murowany klasztor. W 1783 roku zamknięto szpital i kościół św. Ducha. Zrujnowany zamek mieścił archiwa sądu grodzkiego. Ulice miasta nie posiadały bruku – tylko ul. Wodna i częściowo rynek były nim pokryte. W ratuszu magistrat wykorzystywał tylko jedną salę – reszta (4 sale) służyły jako wyszynk. Ratusz został rozebrany przed 1818 rokiem. W mieście nie było szpitala ani apteki (najbliższa w Łowiczu). Nie istniał również budynek szkoły – chłopcy byli uczeni przez organistę i wikarego, natomiast burmistrz miasta nie umiał pisać.
II połowa XVIII wieku była również schyłkiem państwowości polskiej. Echa wydarzeń ogólnokrajowych dało się również odczuć w Sochaczewie i na terenach ziemi sochaczewskiej. W 1769 roku miejscowa szlachta przystąpiła do konfederacji barskiej. W 1793 roku dwaj zaborcy porozumieli się co do przeprowadzenia II rozbioru Polski. W wyniku postanowień traktatu granica Królestwa Pruskiego oparła się na Bzurze. Pomimo tego, że Sochaczew oficjalnie nadal był miastem Rzeczypospolitej, wojska pruskie wkroczyły do miasta, zyskując przyczółek, jak się okazało przydatny podczas insurekcji kościuszkowskiej.

## Lata 1793–1850 – rozwój Sochaczewa pod zaborami

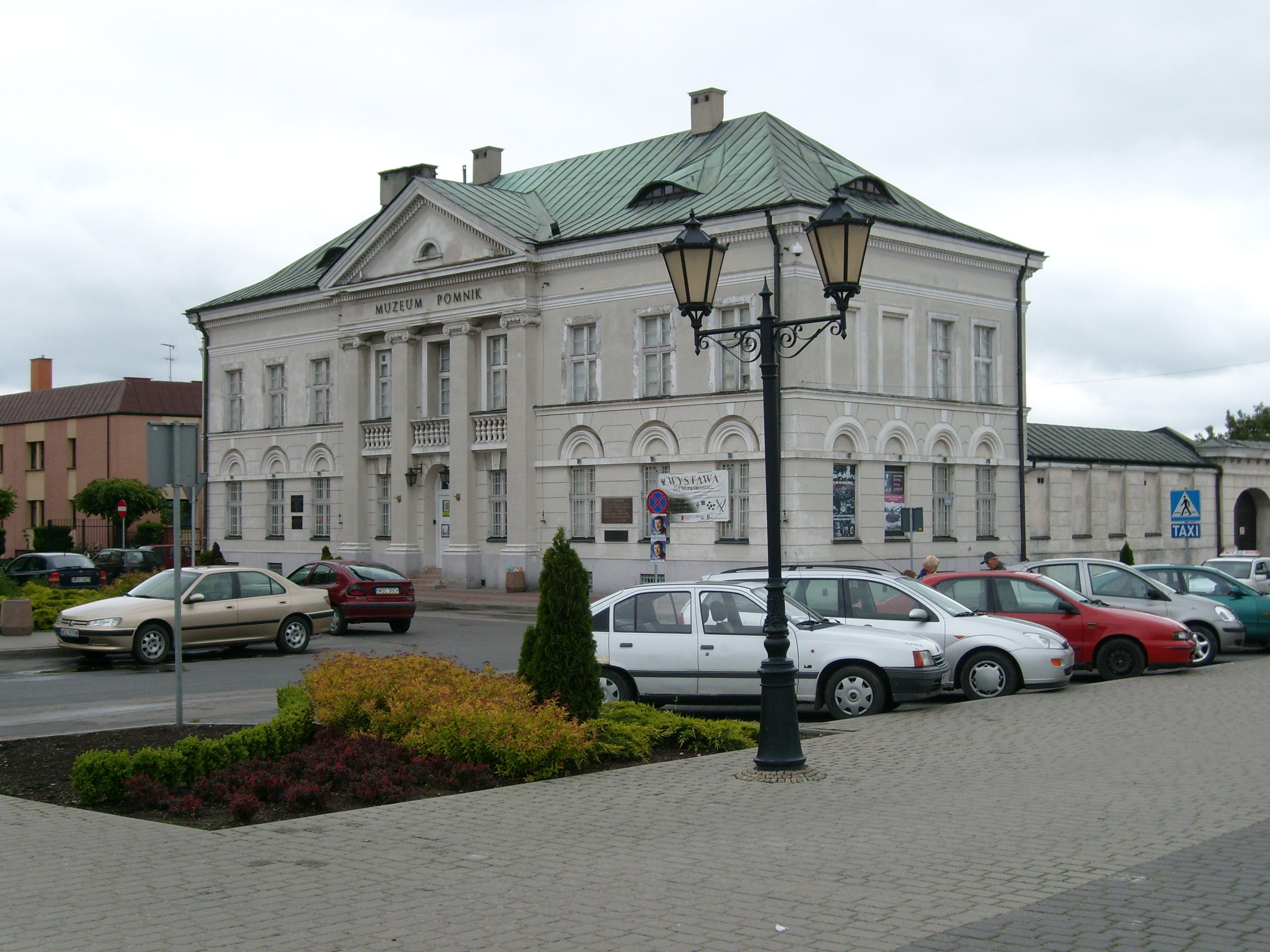
Sochaczew – muzeum regionalne w ratuszu z 1828 r.

W 1793 Prusacy przeprowadzili lustrację zajętego miasta. W Sochaczewie mieszkały wtedy 1152 osoby, w tym 997 Żydów. Wśród zawodów wymieniono 133 rzemieślników, m.in.: 50 krawców, 18 kuśnierzy, 7 piwowarów, 12 łaziebników, 16 kupców, 21 kramarzy. Miasto posiadało 148 budynków mieszkalnych, w tym: 3 murowane, 145 drewnianych, 28 miało jako pokrycie strzechę. 16 domów należało do duchowieństwa a 75% budynków było bliskich ruinie. Na środku rynku stał budynek ratusza. Magistrat wykorzystywał jedną salę oraz piwnicę jako areszt, a w pozostałych pomieszczeniach był szynk. W zamku znajdowało się archiwum sądu grodzkiego. Na Bzurze istniały dwa drewniane mosty oraz młyn, a w wodę miasto zaopatrywało 5 studni. Poza tym do mieszczan należało 16 włók pól uprawnych.
Rok 1793 nie był zbyt szczęśliwy dla miasta – już 8 kwietnia spłonął kościół farny na Poświętnem. Siedzibę parafii przeniesiono do kościoła ojców dominikanów, a cegłę sprzedano Żydom na budowę synagogi.
Mimo że Sochaczew został zajęty przez Prusaków w 1793 roku, oficjalnie przypadł im na mocy postanowień traktatu przeprowadzającego III rozbiór Polski. Sytuacja zaczęła obierać odmienny bieg dziesięć lat później – w listopadzie 1806 roku, wojska Napoleona toczyły walki na Mazowszu (również pod Sochaczewem) z Rosjanami i Austriakami. W 1807 roku miasto znalazło się w granicach Księstwa Warszawskiego. Ze znaczniejszych wydarzeń tego okresu należy wymienić pożar miasta z 1808 roku, który pochłonął znaczną część śródmieścia. Już 14 września 1808 roku minister spraw wewnętrznych i religijnych Księstwa Warszawskiego zatwierdził „Plan restauracji Miasta Sochaczewa”.
W 1815 roku, na mocy postanowień kongresu wiedeńskiego, miasto znalazło się ponownie pod panowaniem cara rosyjskiego w autonomicznym Królestwie Polskim. 16 stycznia 1817 utworzono obwód sochaczewski z siedzibą w Łowiczu. W sierpniu roku 1818 niszczycielski pożar pochłonął zabudowę wokół rynku. Po tym wydarzeniu Rajmund Rembieliński, prezes Komisji Województwa Mazowieckiego, zlecił sporządzenie „Planu Sytuacyinego Miasta Sochaczewa”. Kolejny plan restauracji miasta zawierał m.in.: postulat powiększenia rynku i regulację ulic. Został przedstawiony do zatwierdzenia Komisji Rządowej Spraw Wewnętrznych i Policji w lipcu 1819 roku. W latach 1819–1823 zrealizowano następujące zamierzenia tego planu: wybrukowano rynek i kilka ulic (w mieście było ich tylko dziewięć), wybudowano szlachtuz (rzeźnia, z niem. Schlachthaus) i murowany budynek łaźni.
Z innych zmian które nastąpiły w mieście należy wymienić kasatę klasztoru sióstr dominikanek przeprowadzoną 24 grudnia 1820 roku. Budynki przekazano Komisji Rządowej Wojny która umieściła tam lazaret, pomieszczenia sztabu, a w kościele skład i szwalnię.
Ze względu na rozwój Kalisko-Mazowieckiego Okręgu Przemysłowego wzrosło znaczenie traktu fabrycznego, który przebiegał również przez Sochaczew (Warszawa-Łódź-Kalisz-Prusy). W związku z tym 12 grudnia 1823 Rajmund Rembieliński, prezes Komisji Województwa Mazowieckiego, zatwierdził mapę regulacyjną Sochaczewa. W wyniku tego wyprostowano ul. Warszawską, usypano groblę (i obsadzono topolami), zbudowano nowy most na Bzurze. Wybudowano szereg budynków: ratusz, kramnice (hala targowa) (oddane do użytku przed 1833 r.) oraz budynek poczty przy ulicy Warszawskiej. Chociaż nakazano budować murowane elewacje domów w mieście, to większość budynków pozostała drewniana (miasto wspierało budowę murowanych budynków prywatnych). Na końcu ul. Warszawskiej i Łowickiej postawiono rogatki miejskie.
W 1828 roku przeniesiono targowisko ze Starego na Nowy Rynek (plac przed dzisiejszym budynkiem Straży Pożarnej) ze względu na liczne parady i musztry stacjonującego tu wojska. W tym samym roku oddano do użytku nowy ratusz projektu Bonifacego Witkowskiego. Koszt wzniesienia obiektu wyceniono na 45630 zł (wybudowany przez hr. Michała Skarbka). Ratusz w pierwotnej formie przypominał magistrat w Łowiczu projektu tego samego budowniczego.
W przeciągu 35 lat liczba ludności miasta wzrosła trzykrotnie – w 1828 r. było 3237 mieszkańców (w tym 76% Żydów). Wychodząc naprzeciw rosnącym potrzebom, jak i wymogom nowoczesnej higieny, ok. 1830 roku założono nowy cmentarz parafialny za rogatkami miasta przy ul. Boryszewskiej (dzisiejszej ul. Traugutta). Wydzielony został z włości dziedzica Czerwonki, gen. Augusta Radwana. Na jego terenie znajdowały się również kwatery ewangelicka i prawosławna. Najwymowniejszą pozostałością po kwaterze prawosławnej jest kapliczka zbudowana na pocz. XX wieku. Mniej więcej w tym samym czasie utworzono cmentarz mahometański dla carskich żołnierzy stacjonujących w Sochaczewie. O istnieniu cmentarza przypomina kapliczka mahometańska tzw. baszta tatarska. Jest to niewielka budowla, obecnie w stanie ruiny, pobudowana w latach 30. XIX wieku.
Echa ogólnopolskich wydarzeń odbiły się również w Sochaczewie i okolicach. W 1831 roku miały miejsce potyczki powstańców listopadowych z wojskami zaborcy w rejonie miasta. Efektem zrywu było zniszczenie ratusza (przebudowa w latach 1833–1837) oraz wstrzymanie modernizacji miasta.
Po zastoju związanym z powstaniem, powstało kilka budowli użyteczności publicznej. W latach 30. XIX wieku przy ulicy Warszawskiej zbudowano zajazd Daniela Rutkowskiego (jednopiętrowy budynek mieszkalno-usługowy). Natomiast w 1847 roku wzniesiono jatki rzeźnicze na rogu ul. Krótkiej i Rzeźniczej – parterowe, murowane, kryte dachem gontowym.

## II połowa XIX wieku – okres zastoju gospodarczego
Połowa XIX wieku przynosi miastu załamanie rozwoju gospodarczego. Powodem jest upadek znaczenia traktu fabrycznego wywołany budową kolei warszawsko-wiedeńskiej. Nieszczęścia dopełnił pożar miasta 14 lutego 1851. Dane z tamtego okresu świadczą o postępującej stagnacji. W 1858 roku mieszkało w Sochaczewie 3913 osób (w tym 80% Żydzi). Pomimo licznych zabiegów było tylko 59 domów murowanych. W tym samym roku pożar pochłonął synagogę. Nowy, monumentalny obiekt wybudowano w 1861 roku (przy ulicy Podzamcze od strony ul.Traugutta). W drugiej połowie XIX wieku Sochaczew stał się ważnym ośrodkiem ruchu chasydzkiego, skupionego wokół dworu cadyka Abrahama Bornsztajna (osiedlił się tutaj w 1883 r.).
W takich okolicznościach miasto powitało wybuch powstania styczniowego. Ze względu na obecność dużych kompleksów leśnych w okolicy – Puszczy Kampinoskiej i Bolimowskiej, odbyło się tu wiele potyczek powstańców z Rosjanami w latach 1863–1864.
W odróżnieniu od losu wielu polskich miast, okres popowstaniowy przyniósł miastu awans – w 1867 roku utworzono ponownie powiat sochaczewski. Jednocześnie przeprowadzono kasatę klasztoru dominikanów 11 czerwca 1867 roku. Odtąd kościół pełnił rolę kościoła parafialnego a klasztor zmieniono na plebanię. Sytuacja gospodarcza miasta przedstawiała się już znacznie gorzej. Na początku lat 70. XIX wieku brakowało zakładów przemysłowych w mieście. Sochaczew mógł się pochwalić jedynie kilkoma zakładami (zatrudniającymi kilkanaście osób), istniały tu mianowicie: 2 małe garbarnie, 2 olejarnie, fabryka octu, 3 młyny.
Z powodu cyklicznie powtarzających się pogorzeli w mieście (kolejna w 1876 roku), 9 lipca 1880 roku utworzono Ochotniczą Straż Ogniową w Sochaczewie (jedna z pierwszych w zaborze). W tamtym czasie na 244 domy mieszkalne tylko 75 było murowanych.
Niekorzystne zmiany przyniósł miastu kryzys agrarny lat 90. XIX wieku – istniała wtedy tylko jedna garbarnia. Z tego powodu zaszły niepokojące zmiany w demografii miasta. O ile w 1888 roku mieszkało tu 6794 osoby (w tym 78% Żydzi), w 1897 roku zameldowane były 7741 osoby, z których w rzeczywistości zamieszkiwało tylko 6065.

## 1900-1918 ożywienie gospodarcze w Sochaczewie i zagłada miasta

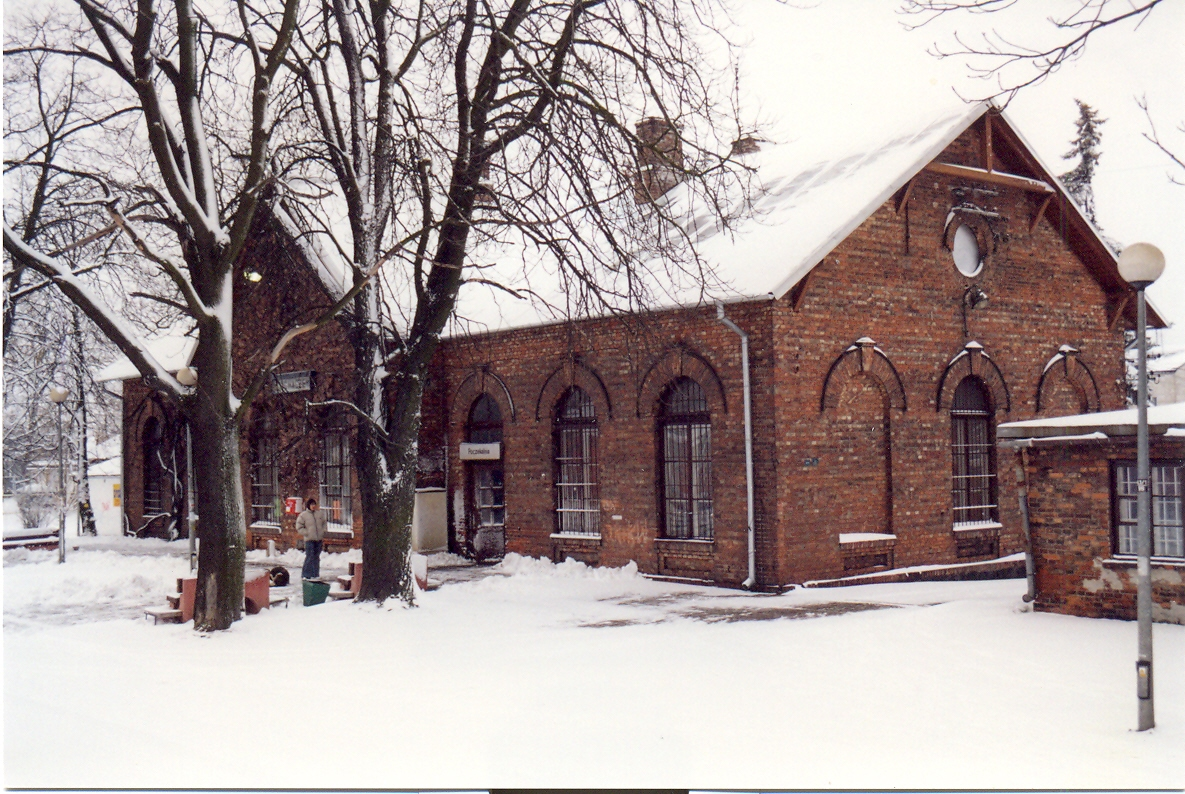
Sochaczew – dworzec kolejowy z 1903 r.

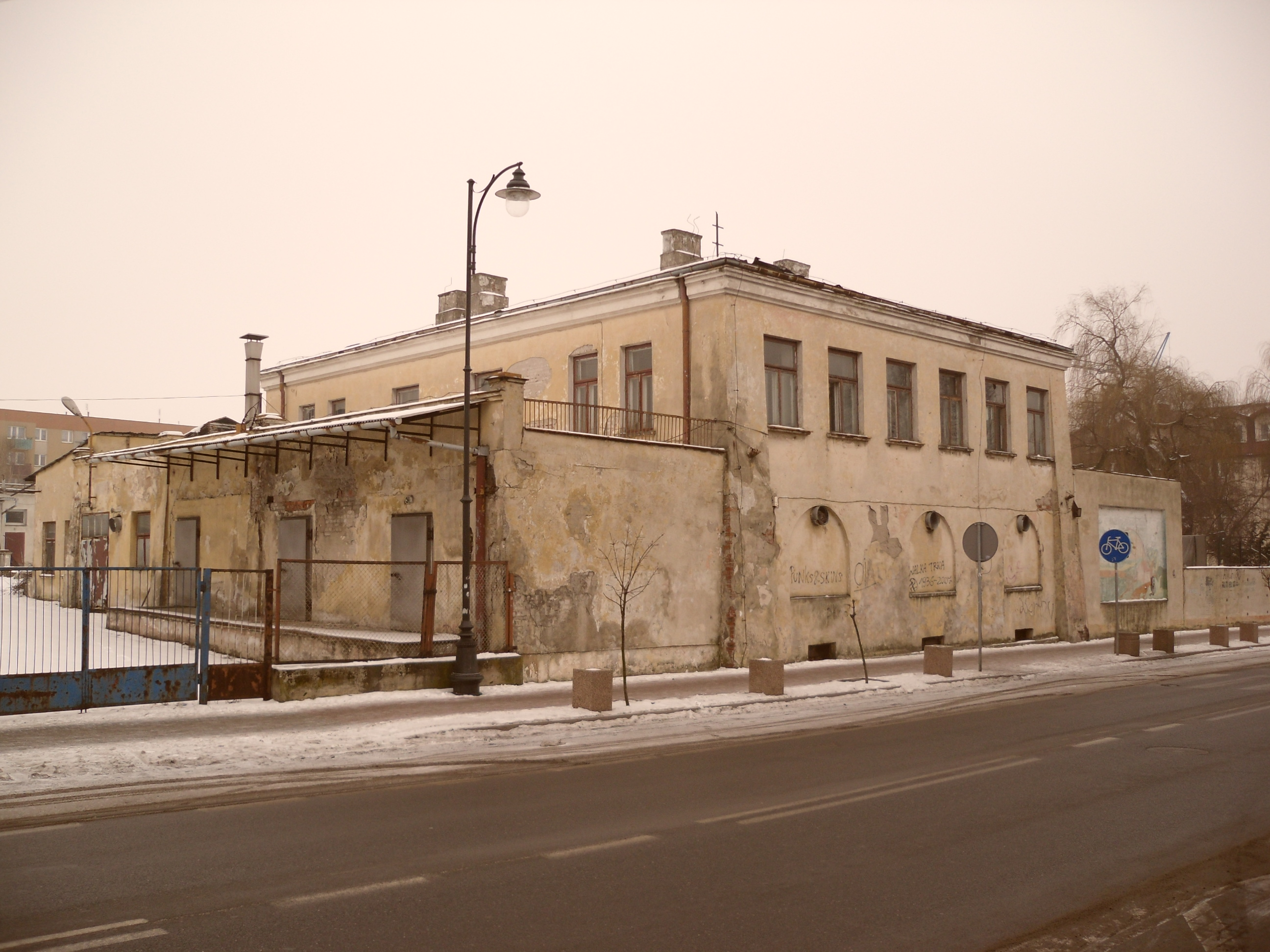
Sochaczew – budynek mleczarni (obecnie nieistniejący)

Pierwsze zwiastuny ożywienia gospodarczego przyniósł początek XX wieku. Już 2 lipca 1899 powstało Towarzystwo Pożyczkowo-Oszczędnościowe (dzisiejszy Bank Spółdzielczy). Towarzystwo funkcjonowało od 19 lipca 1901 roku i swą działalnością objęło początkowo teren miasta, a od 1905 roku gminy Chodaków, Kozłów Biskupi, Młodzieszyn i Szymanów. W 1902 roku okoliczne dwory założyły mleczarnię „Spójnia” (zatrudniała 10 osób) – masło i sery sprzedawano w kantorze w Al. Jerozolimskich (Warszawa).
Wspaniałą wiadomością dla władz miasta oraz przedsiębiorców było ogłoszenie zamiaru budowy drogi żelaznej – kolei kaliskiej Warszawa – Łódź – Kalisz. W 1903 roku miasto zostało połączone linią kolejową z Warszawą. W listopadzie tego samego roku ukończono budowę sochaczewskiego szpitala przy ul. Trojanowskiej (ob.Staszica).
Pomimo tego, że Sochaczew nie był silnym ośrodkiem produkcji przemysłowej, i tutaj dała o sobie znać Rewolucja lat 1905–1907. Już w 1905 roku odnotowano strajki na terenie powiatu sochaczewskiego i w samym Sochaczewie – przeważnie w majątkach ziemskich. 1 listopada 1906 roku u stóp Góry Zamkowej rozstrzelano 3 członków SDKPiL – uczestników tamtych zajść. Tablica z grobowca została przeniesiona do parku przy pl. Kościuszki.
Sochaczew w okresie przed I wojną światową był dogodnym miejscem do inwestowania. Duża podaż siły roboczej (w 1908 miasto liczyło 9567 mieszkańców), a przede wszystkim linia kolejowa ściągnęła znaczącego inwestora. 19 grudnia 1911 roku w Brukseli 103 udziałowców zawiązało Belgijską Spółkę Akcyjną z kapitałem zakładowym 5 mln franków belgijskich. Spółka ta otworzyła 2 grudnia 1913 fabrykę sztucznego jedwabiu w Boryszewie, zatrudniającą 600 osób. Po wojnie w fabryce produkowano proch bezdymny. W tym czasie istniały również inne zakłady przemysłowe w mieście: wytwórnia kafli Urbańskiego, olejarnia Eismana, zakład tkacki Goldkranda oraz 2 zakłady szewskie: Blocha i Troickiego.
Zagładę miastu przyniosła I wojna światowa. 3 października 1914 rozegrała się bitwa o Sochaczew. 5 października Niemcy ponownie zajęli i spalili miasto, wysadzili w powietrze wieżę ciśnień, dworzec kolejowy oraz zniszczyli tory. Od grudnia 1914 do lipca 1915 prowadzono zacięte walki niemiecko-rosyjskie na linii Bzury i Rawki. W wyniku tego całkowicie zniszczono miasto (ucieczka ludności) i pobudowaną przed rokiem fabrykę w Boryszewie. Od 1915 roku nadzór nad miastem sprawowało wojsko niemieckie. Mieszkańcy przybywali do swoich domów i życie powoli wracało do normy, np. władze niemieckie zezwoliły na działalność Straży Pożarnej, którą reaktywowano 11 listopada 1917.
I wojna światowa w Sochaczewie zakończyła się rozbrojeniem pozostających w mieście żołnierzy niemieckich.

## Lata 1918–1939 – Sochaczew w Polsce międzywojennej

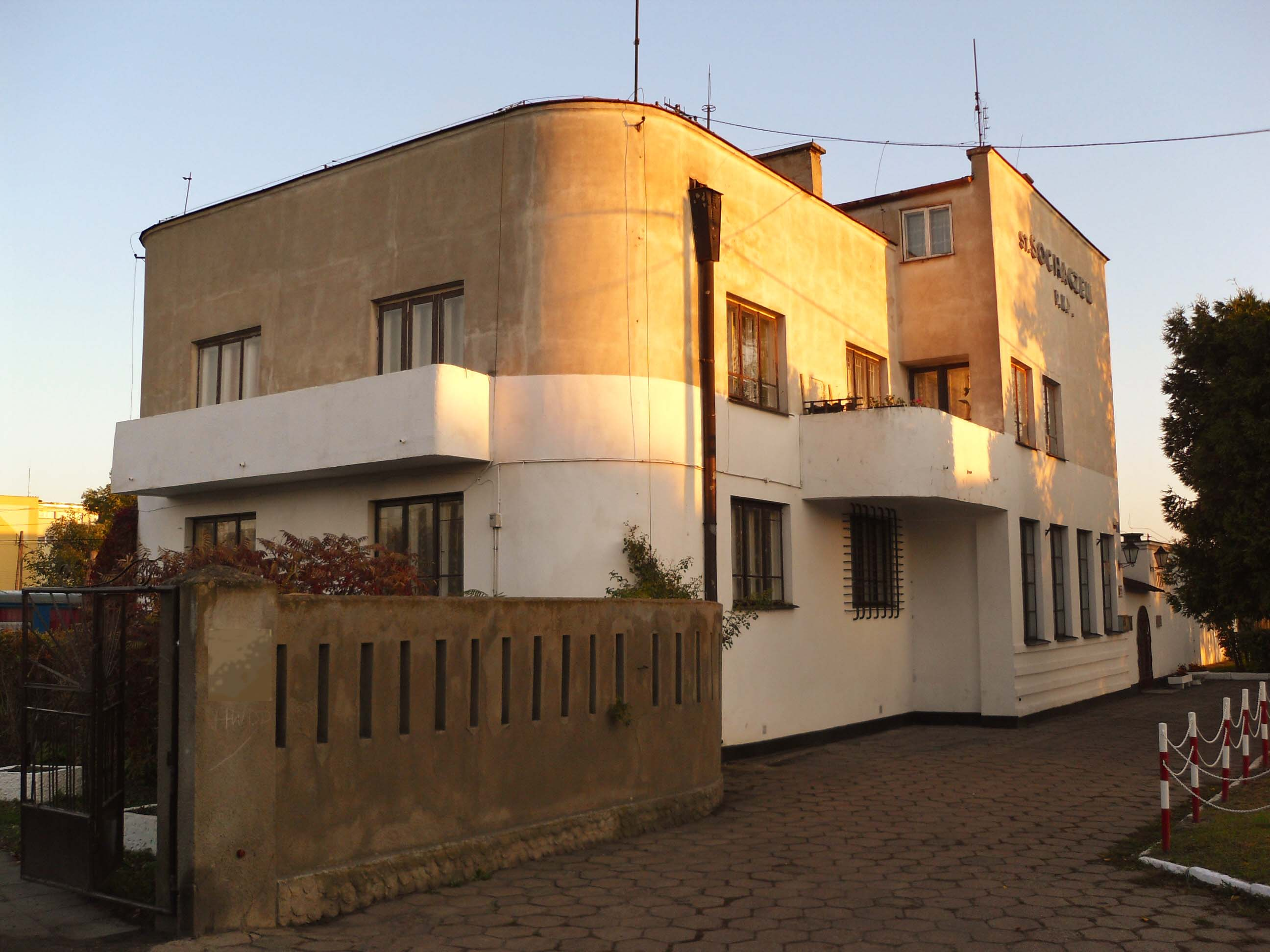
Dworzec Sochaczewskiej Kolei Dojazdowej

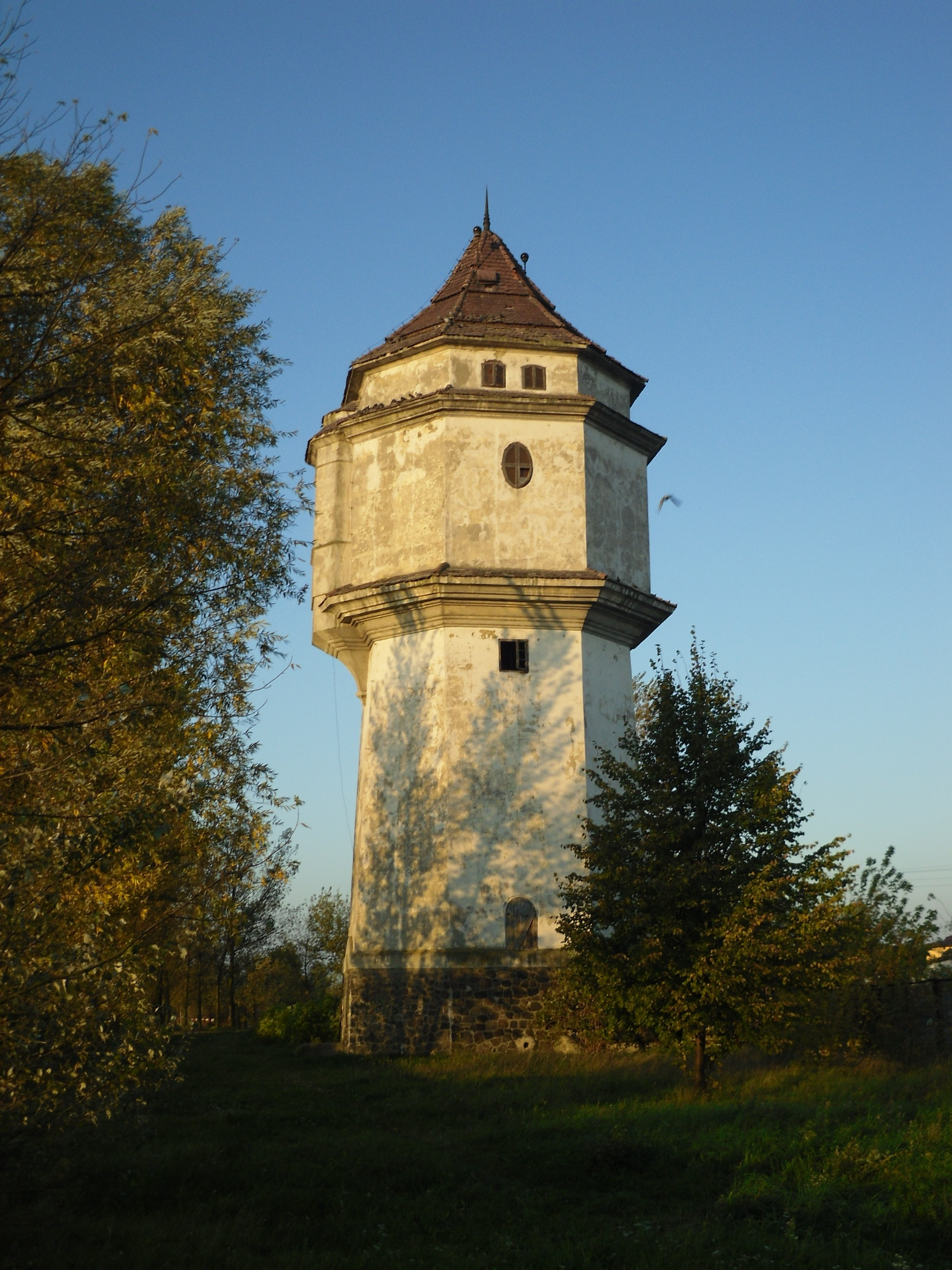
Wieża ciśnień w Sochaczewie

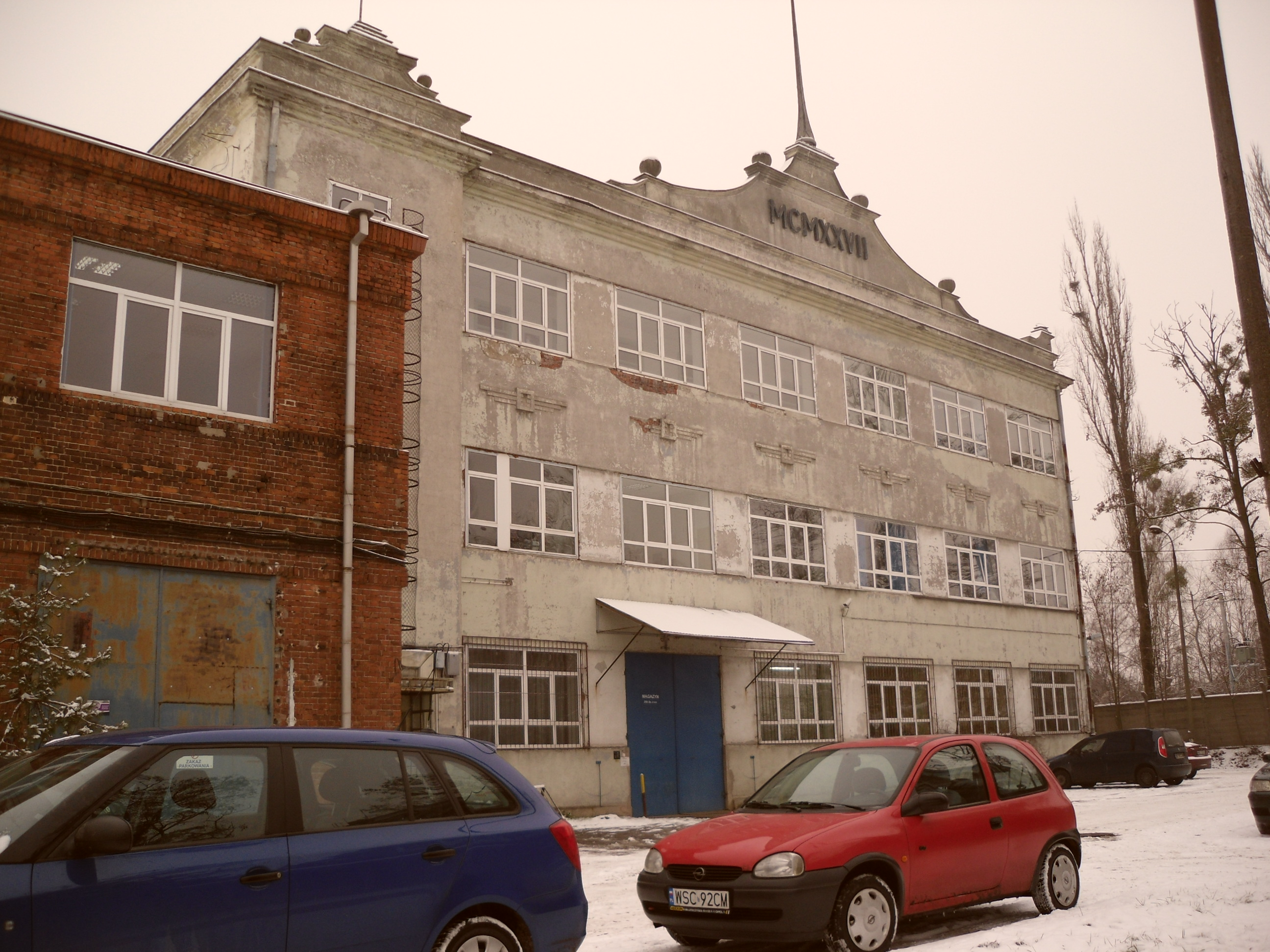
Chodaków – budynek administracji zakładów Chemitex

Ze względu na duże zniszczenia, w okresie powojennym władze ukierunkowały swoje działania na odbudowę miasta. Ludność bardzo zubożała co wymusiło budowanie tańszych, drewnianych domów. Ze względu na bliskość Puszczy Kampinoskiej, gdzie zlokalizowany był tartak należący do powiatu, dnia 19 kwietnia 1919 roku sejmik powiatowy podjął decyzję o budowie kolei wąskotorowej z Sochaczewa do wsi Piaski Królewskie. Choć w założeniu miała być to kolej konna, zmieniono plan, ponieważ zakupiono dwa parowozy i wagony z likwidowanej linii Ruszki-Wyszogród. Dworzec kolejki w Sochaczewie został zbudowany w 1920 roku. Szybkie tempo budowy umożliwiło już 18 września 1922 roku otwarcie linii Sochaczew-Tułowice. W 1923 roku pociąg dojechał do Piasków Królewskich, a w 1924 do Wyszogrodu.
Priorytetowe znaczenie dla miasta miała linia kolejowa Warszawa-Sochaczew-Kalisz. Jeszcze podczas działań wojennych zadbano o możliwość użytkowania torowiska, jak i dworca kolejowego. Wysadzona w powietrze wieża ciśnień została odbudowana w 1921 roku.
W okresie powojennym odbudowano fabrykę boryszewską zmieniając przy tym jej profil działania. Dobrą wiadomością dla mieszkańców miasta i powiatu była decyzja o budowie Fabryki Przędzy i Tkanin Sztucznych „Chodaków” S.A. Warszawski przemysłowiec Józef Korc sprzedał 5 lutego 1926 roku Chodaków (72 ha) i Chodaków Nadrzeczny (19 ha) Szwajcarowi, Karolowi Wehrli-Thielenowi za 23500 dolarów amerykańskich (umowa zawarta 16.06.1926 r.). Budowę fabryki rozpoczęto w 1927 roku, kapitał zakładowy wynosił 1 mln zł. Spółka miała siedzibę w Warszawie przy ul.Wspólnej 60.
Z ważniejszych wydarzeń związanych z zakładami przemysłowymi należy wymienić budowę mleczarni w Sochaczewie oraz fabryki tekstylnej w Gawłowie. Gawłowski przemysłowiec Konstanty Blumtritt zatrudniał około 70 robotników.
Dzięki rozwojowi gospodarczemu możliwa była elektryfikacja i częściowa kanalizacja miasta. Pobudowano również studnie artezyjskie.
Oprócz odbudowy centrum, odnotowano rozwój urbanistyczny miasta w kierunku stacji kolejowej oraz w rejonie nowo wybudowanych zakładów przemysłowych. Można tu wymienić kamienice, domy jednorodzinne oraz budynki użyteczności publicznej w rejonie ulic: Traugutta, 15 sierpnia (gimnazjum powiatowe), Ziemowita, Licealnej, Botanicznej, Towarowej (wspomniany dworzec kolei wąskotorowej). W Chodakowie ufundowano szereg budynków mieszkalnych dla kadry kierowniczej chodakowskiej fabryki (ul.Topolowa i Parkowa). Wybudowano szereg kamienic i domów jednorodzinnych przy ul.Chodakowskiej, gdzie umiejscowiono również szkołę powszechną.
Dzięki decyzjom władz miasta, jak i sprzyjającej koniunkturze, Sochaczew rozwijał się dynamicznie przez cały okres międzywojenny. Pewne wyobrażenie na temat sytuacji demograficznej dają przeprowadzone w tym okresie dwa spisy powszechne – w 1921 i 1931 roku.
Z pierwszego spisu ludności z 30 września 1921 roku wynika że w mieście było zameldowanych 5070 osób, w tym 2404 mężczyzn i 2666 kobiet. Zamieszkiwali oni w 292 budynkach. 39% mieszkańców wyznawało judaizm (1981 osób), resztę stanowili katolicy (3089 osób).
Drugi spis ludności przeprowadzono 9 grudnia 1931 roku. Ludność miasta wzrosła do 10797 osób, w tym 5258 mężczyzn i 5539 kobiet. Tak znaczny przyrost populacji ludzkiej miasta w dużej części wynikał z decyzji administracyjnych. Z dniem 1 października 1929 roku do Sochaczewa przyłączono Boryszew oraz Rozlazłów. Dzięki temu przybyło 1916 sochaczewian (z 7501 do 9417 osób). Analogicznie powierzchnia zwiększyła się do 940 ha w 1931 roku (obecnie 2613 ha).
Około 60% (6298) mieszkańców trudniło się rzemiosłem lub było zatrudnionych w przemyśle. Sektor usług przedstawiał się następująco: 16% (1783 osoby) zatrudnionych było w handlu, 1021 osób w transporcie i komunikacji. W sektorze rolnictwa pozostawało nadal zatrudnionych 348 osób. Dosyć wysoki był odsetek analfabetyzmu – 26% (1829 osób), jedynie 74% mieszkańców miasta (7967 osób) umiało czytać i pisać. W strukturze wyznaniowej można dostrzec wzrost liczby katolików w stosunku do wyznawców judaizmu. W ciągu 10 lat odsetek wzrósł o 10% (do 71%), co przedstawiało się następująco: katolicy – 7693, Żydzi – 3011 osób.
Wychodząc naprzeciw wzrastającej liczbie ludności miasta i jej potrzebom, podjęto kilka istotnych decyzji z zakresu oświaty i opieki zdrowotnej. Z inicjatywy starosty i właściciela gruntu Włodzimierza Garbolewskiego, starosty Tadeusza Ołpińskiego, Zygmunta Repsza, inż.arch.Kazimierza Hugo-Badera i inż.Stanisława Szuberta powstało Gimnazjum Koedukacyjne Wydziału Powiatowego Sejmiku Sochaczewskiego. Budynek szkoły wybudowany został według projektu Franciszka Wilczkowskiego. Działalność rozpoczęło 1 września 1926 roku – naukę zaczęło pobierać trzydziestu uczniów. Czesne jak na ówczesne czasy było dosyć wysokie, bo wynosiło od 30 do 50 zł. Na gruntach właściciela Czerwonki, Włodzimierza Garbolewskiego powstała również szkoła powszechna przy obecnej ulicy Ryszarda Kaczorowskiego.
Dnia 11 listopada 1928 z inicjatywy starosty Tadeusza Reindla założono Ludowy Uniwersytet Rolniczy. Natomiast 5 czerwca 1934 roku rozpoczęto budowę szkoły w Chodakowie – placówka przy ul.Chodakowskiej została wybudowana w ciągu 3 miesięcy.
Podjęto również próbę wydawania gazety lokalnej. 15 lutego 1927 roku wydano pierwszy numer dwutygodnika „Echa Sochaczewskiego” – gazeta kosztowała 30 gr. 12 października 1927 roku gazetę zaprzestano drukować.
Z inicjatywy lokalnych działaczek 28 marca 1929 roku założono Związek Pracy Obywatelskiej Kobiet. Za cel postawił sobie opiekę nad sierocińcem (trzydzieścioro dzieci) i zakładem dla starców (trzydziestu pensjonariuszy). Natomiast 15 grudnia tego roku otwarto stację opieki nad matką i dzieckiem. W tym czasie sochaczewski szpital posiadał 60 łóżek na oddziałach: chirurgicznym, położniczym, dziecięcym i zakaźnym.
Wspomniany powyżej Włodzimierz Garbolewski ofiarował ziemię przeznaczoną pod przyszły stadion miejski. Dnia 26 czerwca 1932 roku oddano do użytku stadion w Sochaczewie. Gospodarzem obiektu był klub sportowy „Orkan”. W sąsiednim Chodakowie również istniał klub sportowy założony w 1929 roku przy Fabryce Przędzy i Tkanin Sztucznych „Chodaków” S.A., którego organizatorem był Michał Henke.
W Sochaczewie 24 czerwca 1933 roku powołano sekcję wodną Polskiego Towarzystwa Krajoznawczego, której celem było wybudowanie i prowadzenie przystani wodnej nad Bzurą.
Od sierpnia 1939 roku działał tu obóz dla internowanych obywateli polskich pochodzenia niemieckiego.

## Lata 1939–1945 – bitwa nad Bzurą i okupacja
1 września 1939 roku wojska hitlerowskie Niemcy napadły na Polskę. Mieszkańcy Sochaczewa bezpośrednio odczuli działania wojenne 3 września, kiedy na miasto spadły pierwsze bomby, m.in. na stację kolejową. 6 września Luftwaffe zbombardowało Chodaków, gdzie na ul.Chodakowskiej zginęli ludzie. Już 9 września, w godzinach popołudniowych wojska 8 armii niemieckiej gen. Johannesa von Blaskowitza wkroczyły do Sochaczewa od południowej strony. Ze względu na wielu rannych, zaistniała potrzeba adaptacji szkoły przy ul. Kaczorowskiego na szpital polowy. Od 18 września został przemianowany na szpital jeniecki i działał do 2 kwietnia 1940 roku. Drugi szpital tego typu urządzono w stołówce chodakowskiej fabryki.
O godzinie 6 rano 13 września do miasta wkroczył II batalion 18 pp pod dowództwem majora Feliksa Kozubowskiego, który w dniach 13–16 września dowodził obroną Sochaczewa w ramach bitwy nad Bzurą. Od początku walk miasto ostrzeliwane było silnym ogniem artyleryjskim i prawdopodobnie z tego powodu mjr Kozubowski w nocy z 13 na 14 września wyprowadził wojsko z miasta na lewy brzeg Bzury. W godzinach rannych został zawrócony przez pułkownika Tadeusza Parafińskiego z rozkazem odbicia miasta. Zadanie było karkołomne ze względu na porę dnia i niekorzystne podejście do centrum od strony wysokiej skarpy. Wysokim kosztem oddział zdobył rynek i okoliczne osiedla. Ponieważ straty wyniosły 80% stanu osobowego, po południu 15 września miasto przeszło w ręce niemieckie. Batalion wycofał się po moście pontonowym na Bzurze, w czasie przeprawy zginął jednak mjr Kozubowski. Od południa 15 września przez prawie 30 godzin Niemcy byli wstrzymywani ogniem artyleryjskim z lewego brzegu rzeki przez 5. baterię 26 DP pod dowództwem por. Andrzeja Doroszewskiego. Walka o utrzymanie przeprawy zakończyła się wraz z odjazdem pułkownika Świtalskiego, dowódcy grupy bojowej.
Wskutek bitwy nad Bzurą, miasto uległo znacznemu zniszczeniu. W trakcie walk obronnych w gruzach legły zabudowa rynku (nie zniszczono jedynie pierzei wschodniej), dzielnica żydowska (bożnica, łaźnia, rzeźnia rytualna, szkoła), zabudowa ulic Farnej i Traugutta, most na rzece oraz stacja kolejowa. W czasie okupacji Niemcy rozbierali pozostałości po zabudowie przyrynkowej (np. w 1939 roku wysadzono ruiny kościoła podominikańskiego) przygotowując Sochaczew do przebudowy na miasto aryjskie. Gruzy z dzielnicy i cmentarza żydowskiego, kościoła i klasztoru dominikanów i dominikanek oraz domów prywatnych, posłużyły jako podsypka pod budowane przez Niemców lotnisko w Bielicach.
Mimo deklaracji przestrzegania konwencji genewskich, wojska niemieckie już od początku pozwalały sobie na bestialskie zachowania. 22 września na terenie boryszewskiej cegielni rozstrzelano 50 jeńców wojennych z bydgoskiego Batalionu Obrony Narodowej. Był to odwet za zdławienie V kolumny w Bydgoszczy.
Z dniem 26 października stanowiska administracyjne objęły władze okupacyjne – dotychczas władzę w okupowanym mieście sprawował Wehrmacht. Starostwo sochaczewskie znajdowało się w obecnym urzędzie miasta. Wszyscy trzej starostowie z okresu okupacji hitlerowskiej zamieszkiwali w dworze w Czerwonce. Burmistrz urzędował w magistracie przy rynku. W Sochaczewie umieszczono również wiele innych urzędów i placówek władz okupacyjnych. Arbeitsamt mieścił się w kamienicy przy ul.1 Maja 13 – w 1942 roku podczas pożaru strażacy przenieśli ogień na dokumenty miejscowej ludności chroniąc ich w ten sposób przed represjami. W Chodakowie przy ul.Pocztowej 5 siedzibę miał Schutzpolizei. W Domu Dziecka Rodziny Policyjnej umieszczono powiatową komendanturę żandarmerii, która od wiosny 1941 roku miała siedzibę na rogu ul.1 Maja i Warszawskiej (tzw. Dom Kobka).

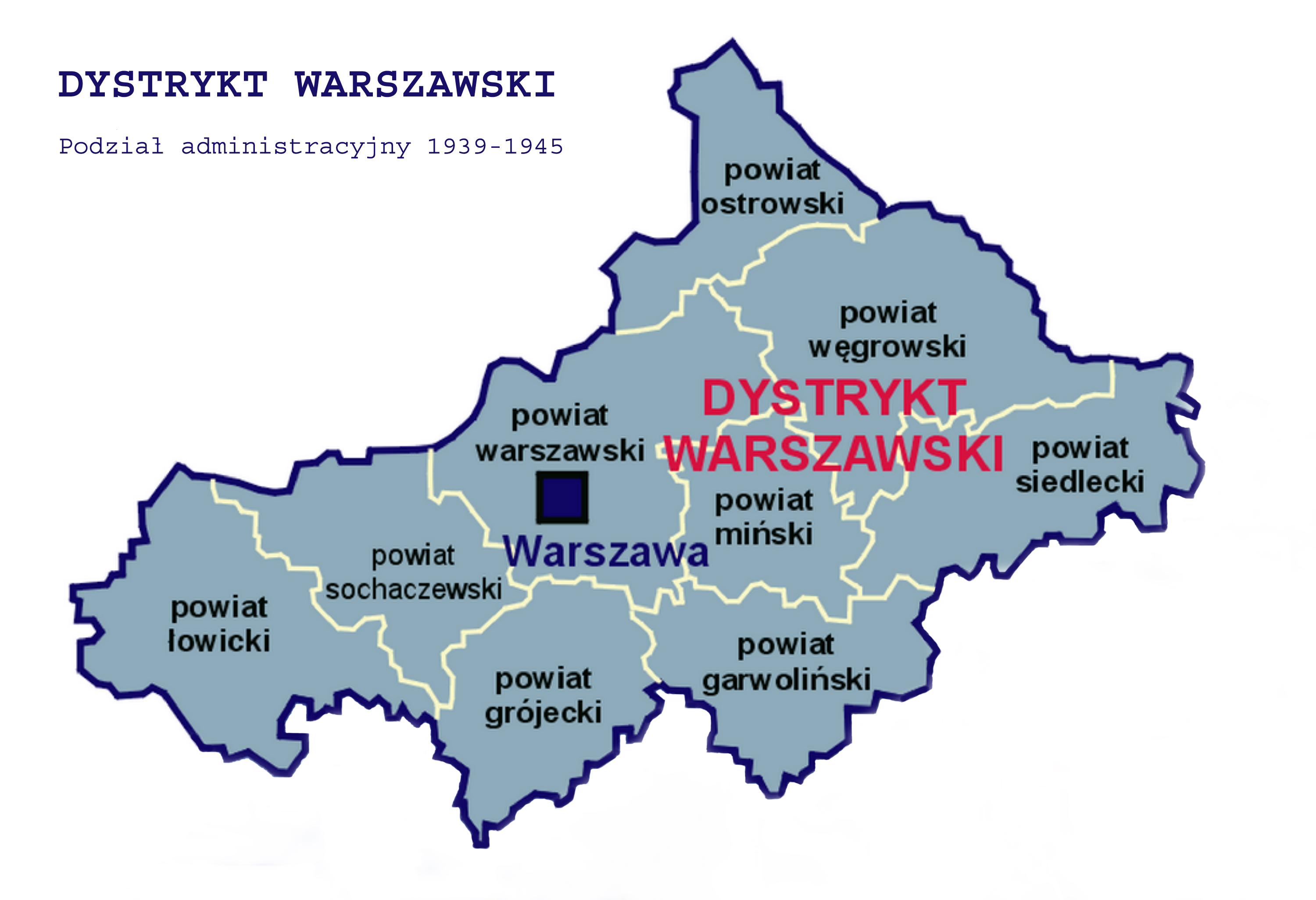
Powiat sochaczewski w dystrykcie warszawskim w latach 1939–1945

Niemcy prowadzili represyjną politykę wobec miejscowej ludności – na początku 1940 roku na terenie fabryki w Boryszewie założono cywilny obóz dla Polaków. Przeciętnie więziono tam ok. 400 osób. Od 1941 roku w obozie umieszczano tylko jeńców radzieckich. W założeniu był to pokazowy obóz w którym wyniszczano więźniów poprzez głód i choroby. Zlikwidowano go na przełomie 1942/1943 roku.
Zdecydowanie najgorzej Niemcy obeszli się z Polakami żydowskiego pochodzenia. Już od początku okupacji ustanowiono dla ludności żydowskiej obostrzenia. Wprowadzono Judenrat, obowiązek pracy i zakaz poruszania się po terenie powiatu. Decyzją władz okupacyjnych w Sochaczewie utworzono getto żydowskie. Teren ten był ogrodzony drutem kolczastym gdzie przebywało 300 osób (7-11 osób na izbę). Pod koniec stycznia teren getta rozszerzono o kolejne ulice. Terror wciąż nasilał się w stosunku do pozostałej ludności miasta.

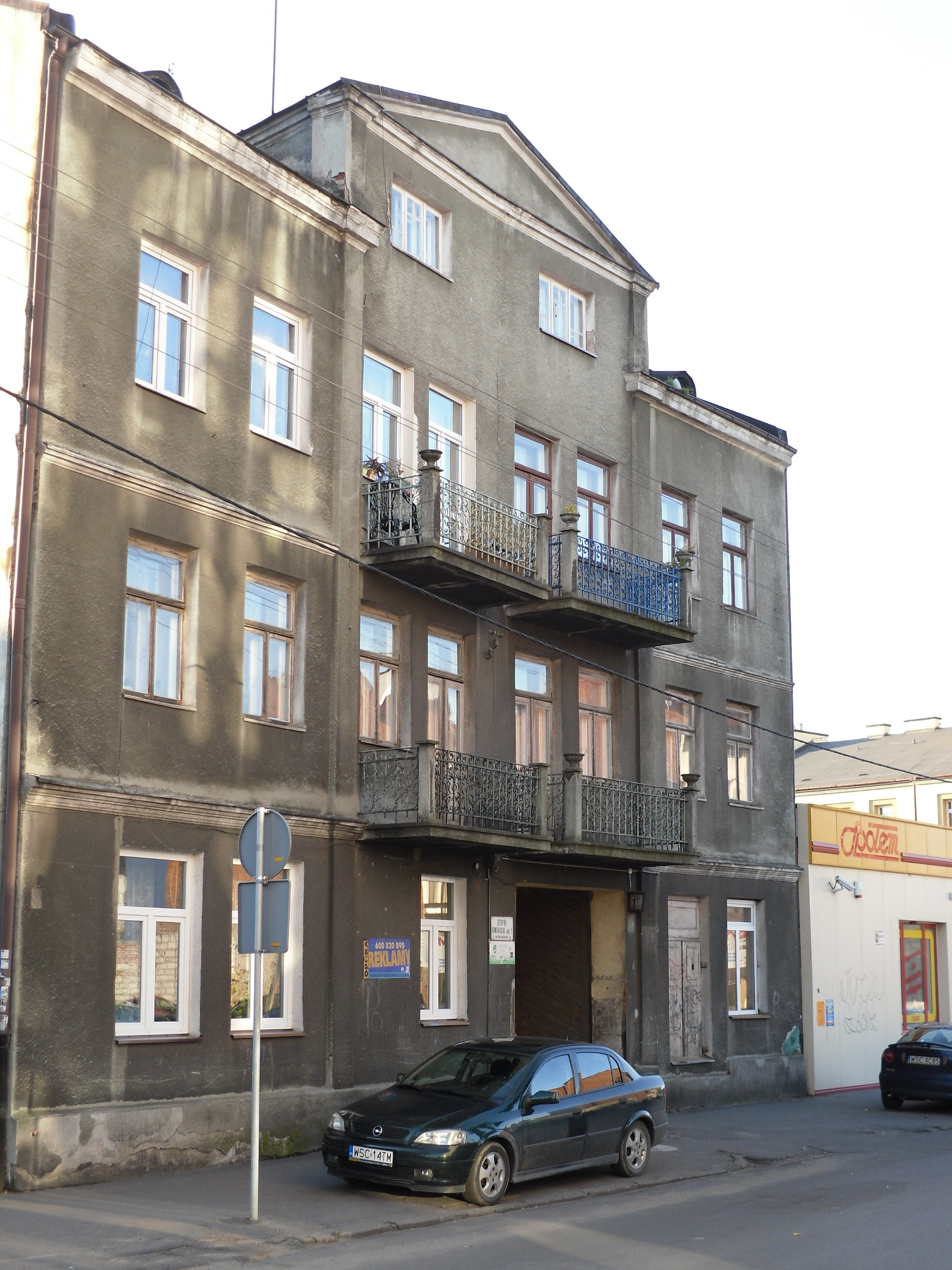
Kamienica przy ul.1 Maja 13 – siedziba sochaczewskiego Arbeitsamtu

Rok 1943 był okresem załamania nastrojów w okupowanym kraju. Wśród żołnierzy podziemia podjęto szereg działań mających na celu podtrzymanie ducha walki i nadziei na wyzwolenie. Taką akcję przeprowadzono 25 maja 1943 roku – żołnierze AK zdjęli ze słupa w rynku „szczekaczkę” przez którą Niemcy nadawali własną wersję aktualnych wydarzeń. Dzień później, 26 maja na mocy wyroku podziemnego sądu AK, wykonano karę śmierci na zastępcy starosty. Herman Albert Volbichler znany był ze swego nienawistnego stosunku wobec Polaków. Zamachu dokonał w godzinach rannych Stanisław Janicki ps. „Kordon”, na ul.Reymonta, gdzie mieszkał Volbichler. Inną akcję przeprowadzono w nocy z 4 na 5 sierpnia 1943 roku – grupa AK zmieniła nazwę ul.Warszawskiej na Sikorskiego. Akcja małego sabotażu odbyła się miesiąc po katastrofie gibraltarskiej. W tym okresie miejscowi żołnierze AK podjęli również nieudaną próbę zniszczenia wyposażenia sochaczewskiego kina przy ul. Warszawskiej.
W 1944 roku Niemcy zdawali sobie sprawę ze zbliżającej się od wschodu Armii Czerwonej. Wiosną tego roku z rozkazu niemieckiego Dowództwa Wojsk Lądowych (OKH) Niemcy rozpoczęli budowę umocnień pasa „a”. Najbardziej wysunięty na wschód, przebiegał od ujścia Bzury, przez środkową Pilicę, Nidę, Wisłokę do Karpat. Pozostałością są bunkry we wschodniej części miasta w rejonie ul. Warszawskiej i stacji kolejowej oraz na Rozlazłowie. Sochaczew stał się węzłem oporu (tzw. Gruppensystem) o kształcie jeleniego rogu, składający się ze schronów żelbetonowych dla około 12 żołnierzy, garaży (remiz) dla dział przeciwpancernych, żelbetowych i ziemnych stanowisk dla broni maszynowej. W skład obiektów fortyfikacyjnych znajdujących się w Sochaczewie wchodzą schrony bierne piechoty, schron typu Tobruk (Ringstand 58 c) oraz schrony na działa przeciwpancerne.
Wybuch powstania Warszawskiego w sierpniu 1944 roku, wymusił na władzach okupacyjnych przeniesienie do Sochaczewa władz dystryktu warszawskiego.
Od września 1944 roku na terenie powiatu sochaczewsko-błońskiego (również Żyrardowa) zakwaterowano ok. 75000 wygnańców z niszczonej Warszawy, pogarszając tym i tak ciężkie położenie miejscowej ludności.
17 stycznia 1945 roku w ramach operacji wiślańsko-odrzańskiej do miasta wkroczyły oddziały Armii Czerwonej i tym samym zakończyły pięcioletni okres okupacji niemieckiej. Miasto zostało zdobyte przez 2 armię pancerną gwardii gen. Siemiona Bogdanowa. Sochaczew stanowił punkt oporu obrony niemieckiej 9 Armii.
W wyniku działań wojennych na terenie Sochaczewa zniszczeniu uległo ponad 40% budynków i orientacyjnie zginęło 4000 mieszkańców.

## Lata 1945–1989 – Sochaczew w Polsce Ludowej
Miasto zostaje zdobyte przez jednostki Armii Czerwonej 17 stycznia 1945 r. Po wojnie zbudowane zostały osiedla „Polna” i „Warszawska”. Odbudowano i rozbudowano zakłady Boryszew, powstały zakłady przemysłu spożywczego i metalowego, zakłady ceramiki budowlanej. W latach 1960–1964 na rynku, na miejscu zniszczonej świątyni dominikanów, zbudowano kościół wg projektu Mieczysława Gliszczyńskiego. Na pobliskim skwerze stoi obelisk ku czci Chopina wzniesiony w 1961 roku. W 1977 r. do miasta zostaje przyłączony pobliski Chodaków. W 1979 roku uruchomiono miejską komunikację autobusową.

## Sochaczew od 1989
W 1999 roku Sochaczew ponownie został stolicą powiatu sochaczewskiego.
W ostatnich latach w mieście przeprowadzono liczne inwestycje, w tym modernizację ul. Olimpijskiej, przebudowę stadionu „Orkan” i renowację Parku Garbolewskich. W 2019 roku rozpoczęły się prace renowacyjne w muszli koncertowej i Parku Fryderyka Chopina. Od niedawna w Wójtówce k. Sochaczewa działają dwa centra handlowe: Sonata Park i MultiShop.